# Apollo Crews
Sesugh Uhaa (nascido em 22 de agosto de 1987) é um lutador de wrestling profissional americano atualmente contratado pela WWE, onde atua na marca NXT sob o nome de ringue Apollo Crews.
Ele começou sua carreira em 2009, originalmente trabalhando sob o nome de ringue Uhaa Nation, e fez sua descoberta em 2011, quando foi contratado pela promoção Dragon Gate USA, o que também o levou a fazer sua primeira viagem ao Japão para trabalhar. para o Portão do Dragão. Com 1,85 m (6 pés e 1 pol.) e 110 kg (240 lb), Uhaa é conhecido como um lutador de alta velocidade e um lutador de força.
Ele assinou com a WWE em 2015 e foi designado para a marca NXT, onde recebeu seu atual nome no ringue. Ele foi promovido ao elenco principal da WWE em abril de 2016, onde conquistou o Campeonato dos Estados Unidos em maio de 2020 e mais tarde conquistou o Campeonato Intercontinental na WrestleMania 37.

## Início de vida
Sesugh Uhaa nasceu em 22 de agosto de 1987, em Sacramento, Califórnia e foi criado em Atlanta, Geórgia e desde cedo se apaixonou pelo wrestling profissional, tornando-se fã de artistas como "Stone Cold" Steve Austin, The Rock e Kurt Angle. Ele foi para uma escola militar e começou a praticar vários esportes, incluindo luta livre amadora, futebol, futebol americano e atletismo,[13][14] como uma saída e uma maneira de "fugir da vida militar". Enquanto treinava com pesos no ensino médio, ele recebeu o apelido de "Uhaa Nation", quando seu treinador observou que ele era "tão forte quanto uma única nação".[7]

## Carreira

### Início (2009-2010)
Ele treinou com o Sr. Hughes  (em) em Atlanta dentro da escola de wrestling da World Wrestling Alliance 4, onde fez suas primeiras lutas em 2009.

### Dragon Gate, Dragon Gate USA e Evole Wrestling (2011-2015)
Ele começou a trabalhar para a Dragon Gate USA em9 de setembro de 2011onde ele obtém uma vitória rápida contra Aaron Draven. Dois dias depois, no Way Of The Ronin 2011 , ele venceu uma partida de quatro jogadores contra Façade, Sugar Dunkerton e Flip Kendrick. Em dezembro, ele foi para o Japão para lutar no Dragon Gate e se juntou ao clã Blood WARRIORS , onde venceu o25 de dezembrocom Tomahawk TT e Yasushi Kanda uma partida contra Don Fujii  (en) , Kotoka e Super Shenlong.
Ele voltou aos Estados Unidos em 2012, onde o 29 de março, ele machucou o joelho durante uma partida que sua equipe, composta por Akira Tozawa e BxB Hulk , venceu contra Chuck Taylor , Johnny Gargano e Rich Swann, bem como Arik Cannon, Pinkie Sanchez e Sami Callihan. Como sua lesão exigiu uma cirurgia, ele foi operado no final de abril.
Ele está voltando para o Japão em 2 de março de 2013e torna-se com o campeão do BxB Hulk Open the Twin Gate após sua vitória sobre Don Fuji e Masaaki Mochizuki. Eles perdem este título em5 de maiodurante Dead or Alive 2013, após sua derrota para Shingo Takagi e YAMATO. Ele fez um breve retorno ao Dragon Gate USA, onde derrotou Jigsaw em 27 de julho e perdeu no dia seguinte para Anthony Nese.

### Full Impact Pro (2011-2013)
O 29 de outubro de 2011, ele está na Flórida no Full Impact Pro (FIP), onde Jake Manning desafia qualquer um que deseje enfrentá-lo em uma luta pelo FIP Florida Heritage Championship; A Nation aceitou o desafio e conquistou seu primeiro título. Ele defendeu com sucesso seu título em 1 st fevereiro 2013 enfrentando Chasyn Rance e perde o título em 9 de agosto de frente para Gran Akuma  (in).

### World Wrestling Entertaiment (2015 -...)

#### Sunida do performance center paraNXT(2015-2016)
A outubro de 2014, World Wrestling Entertainment (WWE) oferece Uma vaga para passar nos testes no WWE Performance Center , o centro de treinamento da federação e no final de dezembro as duas partes concordam em um contrato.

#### Estreia no plantel principal (2016 -...)
Ele estreou no Monday Night Raw no4 de abril de 2016vencendo Tyler Breeze. O23 de maiono Raw , ele é atacado nos bastidores por Sheamus. Mais tarde naquela noite, ele perdeu para Chris Jericho e não se classificou para o Money in the Bank Ladder Match, que acontecerá no Money in the Bank. O9 de junhono SmackDown Live , ele confronta e ataca Sheamus, que estava promovendo seu filme. O13 de junhoNo Raw , ele salva Zack Ryder de um ataque de Sheamus , atacando o último que está fugindo. Mais tarde, é anunciado que ele enfrentará Sheamus durante Money in the Bank. Durante Money in the Bank , ele derrotou Sheamus. O23 de junhono SmackDown Live , ele perde para Sheamus. O27 de junhono Raw , ele e Cesaro venceram Sheamus e Alberto Del Rio. O30 de junhopara o SmackDown Live , ele perde um Fatal 4 Way, que incluiu Sheamus , Alberto Del Rio e Cesaro em favor deste último para se tornar o candidato número 1 ao título dos Estados Unidos de Rusev.
O 26 de julhopara o SmackDown Live , ele venceu uma batalha real e ganhou seu lugar no Six Pack Challenger Match para determinar o candidato número um ao WWE Championship de Dean Ambrose. Mais tarde naquela noite, ele perdeu aquela partida que incluía AJ Styles , John Cena , Baron Corbin , Bray Wyatt e Dolph Ziggler para o último. O2 de agostono SmackDown Live , ele derrotou Kalisto e Baron Corbin para se tornar o desafiante número 1 pelo título Intercontinental no SummerSlam contra The Miz. No final da partida, ele tenta salvar Kalisto, que estava sendo atacado por The Miz, que lhe trouxe seu Skull Crushing Finale. Durante o SummerSlam , ele perdeu para o The Miz e não ganhou o WWE Intercontinental Championship. O30 de agostono SmackDown Live , ele perde para AJ Styles. O6 de setembrono SmackDown Live , ele perde para The Miz. Durante o Backlash , ele perdeu para o Barão Corbin.20 de dezembrono SmackDown Live , ele perdeu para o The Miz e não ganhou o WWE Intercontinental Championship.

#### Rivalidade com Dolph Ziggler (2017)
O 3 de janeirono SmackDown Live , ele é atacado nos bastidores por Dolph Ziggler. O24 de janeirono SmackDown Live , ele ataca Dolph Ziggler. O31 de janeiroNo SmackDown Live , ele salva Kalisto de um ataque de Dolph Ziggler assustando-o. O7 de fevereirono SmackDown Live , ele bate Dolph Ziggler. Após a partida, ele foi atacado por este último com cadeiras. Mais tarde naquela noite, é anunciado que ele fará equipa com Kalisto contra Dolph Ziggler na Elimination Chamber. Na Câmara de Eliminação , ele e Kalisto derrotam Dolph Ziggler. O28 de fevereirono SmackDown Live , ele perdeu para Dolph Ziggler em um Chairs Match. Durante a WrestleMania 33 , ele participa da batalha real em homenagem a André, o Gigante, mas perde para Mojo Rawley.

#### The Titus WorldWide (2017-2018)
Tripulações (à esquerda) com esses companheiros de equipe da Titus Worldwide Dana Brooke e Titus O'Neil em abril de 2018
O 15 de maiono Raw , após Titus O'Neil perder para Big Cass , ele ataca Enzo Amore quando este queria levar Titus O'Neil para uma selfie. O22 de maiono Raw , ele perde para Kalisto. Em Extreme Rules , ele perde para Kalisto. O3 de julhono Raw , ele perde para Braun Strowman. O18 de setembrono Raw , ele vence Curt Hawkins. Durante No Mercy , ele perde para Elias. No dia seguinte no Raw , ele perde para Elias. O9 de outubrono Raw , ele perde cara a cara com Elias. O16 de outubrono Raw , ele, Titus O'Neil e Jason Jordan venceram Elias e The Club. O30 de outubrono Raw , ele perde para Samoa Joe por finalização. O6 de novembrono Raw , eles são atacados por Samoa Joe. O27 de novembrono Raw , ele é atacado por Samoa Joe, que havia acabado de derrotar Titus O'Neil.
O 1 r janeirono Raw , ele perde para Bray Wyatt. O8 de janeirono Raw , eles venceram Sheamus e Cesaro. O15 de janeirono Raw , eles venceram o The Bar , após uma distração de Jason Jordan. O22 de janeirono Raw , eles enfrentam Heath Slater & Rhyno , a partida termina em No Contest. No Royal Rumble , ele retornou em 13 ª posição e foi eliminado por Cesaro. O29 de janeirono Raw , eles não conseguiram ganhar os títulos de tag team do Raw contra o The Bar. O5 de fevereirono Raw , ele perdeu para o The Miz e não se classificou para a Elimination Chamber Match. O12 de fevereiroNo Raw , ele perdeu um Fatal-5 Way Match determinando o último participante da Elimination Chamber Match para Seth Rollins e Finn Balor , este combate também incluiu Bray Wyatt e Matt Hardy. O19 de fevereirono Raw , ele muda seu nome de anel para Apollo. Mais tarde naquela noite, eles venceram o The Bar. Na Elimination Chamber , eles perderam para o The Bar e não ganharam os títulos de tag team do Raw. O26 de fevereirono Raw , eles perderam 2 de Three Falls match (2-0) para o The Bar e não ganharam os títulos de tag team do Raw. O12 de marçoNo Raw , eles perderam uma batalha real que determinou os desafiadores aos títulos Raw Tag Team na WrestleMania 34, quando ambos foram nocauteados por Braun Strowman, que venceu a luta. O19 de marçono Raw , ele e Titus O'Neil perdem para o The Revival.
Durante a WrestleMania 34 , ele perde a batalha real em memória de Andre The Giant para Matt Hardy ao ser eliminado por Scott Dawson. O9 de abrilno Raw , ele e Titus O'Neil perdem para Bray Wyatt e Matt Hardy. O16 de abrilno Raw, eles interrompem Dolph Ziggler , oferecendo-o para se juntar ao grupo, mas Titus e Apollo são atacados por Ziggler e Drew McIntyre. O23 de abrilno Raw , eles perderam para Dolph Ziggler e Drew McIntyre. Durante a WWE Maior Royal Rumble , ele entrou na 33 ª posição no Royal Rumble, mas foi eliminado por Randy Orton. O7 de maiono Raw , ele, No Way Jose e Titus O'Neil perdem para Baron Corbin e The Revival. O4 de junhono Raw , eles perdem uma batalha real determinando os primeiros contendores pelos títulos de Tag Team do Raw para o benefício do B-Team.
O 2 de julhono Raw , eles perderam para os autores da dor. O16 de julhono Raw , eles perderam para os autores da dor. O30 de julhono Raw , ele vence o Akam. O13 de agostono Raw, eles e Bobby Roode venceram The Authors of Pain e Mojo Rawley.

#### Retorno individual (2018 -...)
O 15 de outubrono Raw , ele interrompe e ataca Elias enquanto este tenta atacá-lo. Na semana seguinte no Raw , ele perdeu para Elias.
O 29 de outubrono Raw , ele perde para Dolph Ziggler. Na semana seguinte no Raw , ele derrotou Jinder Mahal.
O 11 de dezembro, ele substitui Finn Bálor ao lado de Bayley no Mixed Match Challenge, mas eles perdem para Alicia Fox e Jinder Mahal.
O 17 de dezembroNo Raw , ele, Bobby Roode , Chad Gable e Kurt Angle derrotaram Baron Corbin em uma luta de handicap 4 contra 1 sem desqualificação, impedindo-o de se tornar o gerente geral permanente do Raw.
O 31 de dezembrono Raw , ele vence uma batalha real para se tornar o desafiante número um pelo título intercontinental. Mais tarde naquela noite, ele perdeu para Dean Ambrose e não ganhou o título.
O 7 de janeiro de 2019no Raw , ele venceu uma partida de times mistos com Ember Moon contra Mahalicia ( Jinder Mahal & Alicia Fox ). O21 de janeirono Raw , ele interrompe Bobby Lashley durante sua celebração pela vitória do título intercontinental. Ele perde para Bobby Lashley após uma distração de Lio Rush.
O 11 de marçono Raw , ele perde para Kurt Angle. O18 de marçono Raw , ele venceu Baron Corbin após um Roll-Up. Na semana seguinte no Raw , ele perdeu para o Barão Corbin.1 r abrilno Raw , ele derrotou Jinder Mahal em uma Lumberjack Match. Após a partida, estourou uma briga entre os “lenhadores”, Mahal e Crews, que finalmente foi o último a permanecer no ringue.

#### EstreiaSmackDown(2019)
O 16 de abril, ele se junta oficialmente ao SmackDown Live , durante o Superstar Shake-Up. O13 de maiono Raw , ele perde para Mojo Rawley.
O 7 de fevereiro de 2020no SmackDown , ele perde para Sheamus. Na semana seguinte na SmackDown , ele e Shorty perderam o Handicap Match 2 contra 1 para Sheamus. O6 de marçono SmackDown , ele perde para Sheamus.

#### Retorna aoRaw, campeão dos Estados Unidos e perda do título (2020)
O 6 de abrilno Raw , ele se juntou oficialmente à marca vermelha, mas perdeu para Aleister Black. O20 de abrilno Raw , ele venceu o MVP e se qualificou para o Men's Money in the Bank Ladder Match. Na semana seguinte no Raw , Rey Mysterio e Aleister Black derrotaram Andrade , Angel Garza e Austin Theory em uma luta de times de 6 homens. Mais tarde naquela noite, ele desafiou o campeão dos Estados Unidos pelo título, mas não o venceu por decisão do árbitro, machucando o joelho esquerdo. Devido ao seu ferimento, ele foi forçado a perder o dinheiro dos homens na partida da escada do banco.
O 18 de maiono Raw , ele volta de uma lesão. Ele e Kevin Owens derrotam Angel Garza e Andrade. Na semana seguinte no Raw , ele se tornou o novo campeão dos Estados Unidos ao vencer Andrade , conquistando o primeiro título de sua carreira. O1 st junhono Raw , ele opta por enfrentar Kevin Owens para defender seu título, mas a luta é interrompida por Andrade e Angel Garza que os atacam. O canadense e ele se unem e, em seguida, vencem seus oponentes. O14 de junhoRetrocesso , ele mantém o título ao vencer Andrade. No dia seguinte no Raw , ele derrotou Shelton Benjamin em uma luta sem apostas. O22 de julhono Extreme Rules , ele não pode enfrentar MVP , causando sua perda por perda por lesão, mas mantém seu título.
O 3 de agostono Raw , ele fez seu retorno de lesão, então manteve seu título ao vencer MVP. Frustrado com a derrota, o último o desafia para uma revanche no SummerSlam. O17 de agostono Raw , ele bate Shelton Benjamin. Mais tarde na noite, Mustafa Ali , Ricochet e ele perderam a partida de duplas de eliminação de 6 homens para Bobby Lashley , MVP e este último. O23 de agostono SummerSlam , ele mantém seu título ao derrotar MVP. O30 de agostono Payback , ele perdeu para Bobby Lashley por finalização, não conseguindo manter o título.

#### Aliança com Ricochet (2020)
O 07 de setembroNo Raw , ele e Ricochet perderam um Six-Man Tag Team Match para The Hurt Business , após a traição de Cedric Alexander , que atacou Ricochet e Crews durante a luta, realizando um Heel Turn. Mais tarde naquela noite, os Viking Raiders , Ricochet e ele perderam uma luta de equipes de 8 homens contra o The Hurt Business. O21 de setembrono Raw , ele venceu Cedric Alexander. Após a luta, ele é atacado por Bobby Lashley que o veste com seu Full Nelson.
O 27 de setembrono Clash of Champions , ele não conquistou o título dos Estados Unidos , derrotado por Bobby Lashley por finalização. No dia seguinte no Raw , ele e Mustafa Ali , Ricochet derrotaram The Hurt Business em uma luta de times de 6 homens. Na semana seguinte no Raw , ele e Ricochet perderam para The Hurt Business ( Shelton Benjamin e Bobby Lashley ).

#### Retorna naSmackDown(2020)
O 12 de outubrono Raw , durante o Draft , ele foi anunciado para ser transferido para o show azul por Stephanie McMahon. O13 de novembrona SmackDown , não conquistou o título Intercontinental , batido por Sami Zayn. O22 de novembrona Survivor Series , ele não venceu o Dual Brant Battle Royal , derrotado pelo Miz.

#### WWEHeel Turn& Intercontinental Champion (2021 -...)
O 1 ° de janeiro de 2021No SmackDown , ele e Big E derrotam King Corbin e Sami Zayn. Após a luta, ele desafia seu parceiro pelo WWE Intercontinental Title na próxima semana. Na semana seguinte no SmackDown , ele não ganhou o WWE Intercontinental Title, derrotado por Big E. Na semana seguinte no SmackDown , ele derrotou Sami Zayn, tornando-se o contendor No. 1 para o WWE Intercontinental Title. O22 de janeirono SmackDown , derrotou Big E por desqualificação, atacado por Sami Zayn, mas não ganhou o WWE Intercontinental Title. O5 de fevereirono SmackDown , ele perde um Triple Threat Match para Big E, que também inclui Sami Zayn, não ganhando o título Intercontinental WWE. Na semana seguinte no SmackDown , ele realizou um Heel Turn , atacando Big E durante sua luta contra Shinsuke Nakamura pelo WWE Intercontinental Title, fazendo com que o primeiro vencesse por desqualificação em detrimento do segundo. O21 de marçopara Fastlane , ele não ganhou o Campeonato Intercontinental em WWE , derrotado por Big E.
O 2 de abrilno SmackDown , ele muda sua estipulação de sua luta contra Big E pelo WWE Intercontinental Title na WrestleMania 37 para Nigerian Drum Fight. O11 de abrilNa WrestleMania 37 , ele se tornou o novo Campeão Intercontinental da WWE ao derrotar Big E em um Drum Fight na Nigéria , ganhando o título pela primeira vez em sua carreira. O23 de abrilno SmackDown , ele mantém o título ao derrotar Kevin Owens. Mais tarde naquela noite, uma revanche entre ele e Big E para o WWE Intercontinental Title é anunciada para a próxima semana. Na semana seguinte na SmackDown , ele perdeu para o Big E por desqualificação, ajudado pela intervenção do Comandante Azeez em seu oponente, mas manteve o título. O14 de maioNo SmackDown , Adam Pearce e Sonya Deville anunciam um Fatal 4-Way Match entre Big E, Kevin Owens, Sami Zayn e ele mesmo pelo WWE Intercontinental Title, que acontecerá na próxima semana. O21 de maioNo SmackDown , ele retém o título ao vencer Big E, Kevin Owens e Sami Zayn em uma Fatal 4-Way Match , auxiliado por uma intervenção de Aleister Black , desde que entrou para o show azul. Na semana seguinte no SmackDown , ele perdeu para Kevin Owens em uma luta sem apostas por desqualificação, após intervenção externa do Comandante Azeez. Mais tarde naquela noite, Adam Pearce anuncia uma revanche entre ele e o canadense pelo WWE Intercontinental Title, que acontecerá na próxima semana. Na semana seguinte no SmackDown , ele manteve o título ao derrotar Kevin Owens, ferido antes da luta e atacado pelo Comandante Azeez nos bastidores. O25 de junhona SmackDown , ele perdeu para o Big E, não conseguindo se classificar para o Men's Money in the Bank Ladder Match no Money in the Bank.

## Inicio de vida
Nascido em Sacramento, Califórnia, Uhaa foi criado em Atlanta e desde cedo era um amante do wrestling profissional, se tornou um fã de lutadores como Stone Cold Steve Austin, The Rock e especialmente Kurt Angle. Ele foi para a escola militar e começou a praticar vários esportes, incluindo futebol, futebol americano e atletismo, mas quis  "fugir da vida militar". Enquanto treinava levantamento de peso no ensino médio, ele ganhou o apelido de "Uhaa Nation", quando seu treinador notou que ele tinha "a força de uma única nação".

## Vida pessoal
Uhaa é um descendente de nigerianos. Uhaa é amigo próximo dos também lutadores profissionais Kevin Owens, Finn Bálor, Chris Masters e Ricochet.

## No wrestling
- Movimentos de finalização
  - Standing shooting star press[1][3]
  - Uhaa Combination[1][2] (Gorilla press drop seguido de um standing moonsault seguido de um standing shooting star press)[9]

- Movimentos secundários
  - All Out Assault[1] (Triple powerbomb)
  - Over the top rope dive
  - Standing moonsault
  - Tombstone piledriver

- Alcunhas
  - "One Man Nation"[13]

- Temas de entrada
  - "Dschinghis Khan" por Dschinghis Khan[2]

## Títulos e prêmios
- Dragon Gate
  - Open the Twin Gate Championship (1 vez) – com BxB Hulk[1]

- Dragon Gate USA
  - Best Newcomer (Melhor novato) (2011)

- Full Impact Pro
  - FIP Florida Heritage Championship (1 vez)[1]

- Great Championship Wrestling
  - GCW Heavyweight Championship (1 vez)[1]

- Preston City Wrestling
  - PCW Heavyweight Championship (1 vez)[14]

- Pro Wrestling Illustrated
  - PWI o colocou na posição #155 dos 500 melhores lutadores individuais em 2012[15]
- World Wrestling Entertainment
  - WWE United States Championship (1 vez)